# Blythe Danner
Blythe Danner (Filadèlfia, Pennsilvània, 3 de febrer de 1943) és una actriu estatunidenca de teatre, cinema i televisió, així com una activista mediambiental. Va estar casada amb el director i productor Bruce Paltrow fins que aquest va morir de càncer el 2002, i és la mare de l'actriu Gwyneth Paltrow i el director Jake Paltrow. Amb ella van coincidir a la pel·lícula Sylvia, on Blythe feia de mare de Gwyneth, que interpretava la poetessa Sylvia Plath. Ha estat candidata al premi Emmy en diverses ocasions, i n'ha guanyat un.

## Biografia
Va estudiar Art Dramàtic en el Bard College, i va començar la seva carrera en la companyia teatral de Boston. Als 25 anys (1968), va guanyar el Theater World Award gràcies al seu paper en Molière i L'avar, al Lincoln Center. Dos anys més tard, va guanyar el premi Tony pel seu treball a Butterflies Are Free.
Durant 25 anys ha presentat regularment el festival d'estiu en el teatre de Williamstown, en el qual ha pogut veure actuar a la seva filla i a la seva neboda Katherine Moennig.

## Filmografia
La seva filmografia principal inclou títols com 1776 (1972), Una altra dona (Another Woman) (1988), Mr. & Mrs. Bridge (1990), Alice (1990), El príncep de les marees (The Prince of Tides) (1991), Marits i mullers (Husbands and Wives) (1992), To Wong Foo, Thanks for Everything! Julie Newmar (1995), Tornant a casa (The Myth of Fingerprints) (1997), Mad City (1997), The X-Files (1998), The Love Letter (1999), Les forces de la natura (Forces of Nature) (1999), Els pares d'ella (Meet the Parents) (2000), Sylvia (2003), El castell ambulant (Hauru no ugoku shiro (2004), Paul (2011) i Detachment (2011). També ha aparegut en sèries de televisió com Will & Grace (2001-2006) i Huff (2004-2006), entre d'altres, a banda de diverses produccions teatrals.

## Premis i nominacions[calcitació]

### Premis
- 2005: Primetime Emmy a la millor actriu secundària en sèrie dramàtica per Huff
- 2006: Primetime Emmy a la millor actriu secundària en sèrie dramàtica per Huff

### Nominacions
- 2002: Primetime Emmy a la millor actriu en minisèrie o telefilm per We Were the Mulvaneys
- 2005: Globus d'Or a la millor actriu en minisèrie o telefilm per Back When We Were Grownups
- 2005: Primetime Emmy a la millor actriu en minisèrie o telefilm per Back When We Were Grownups
- 2005: Primetime Emmy a la millor actriu convidada en sèrie còmica per Will & Grace
- 2006: Primetime Emmy a la millor actriu convidada en sèrie còmica per Will & Grace
- 2006: Premi Satellite a la millor actriu secundària, per L'últim petó